# (9996) ANS
(9996) ANS ist ein Asteroid des mittleren Hauptgürtels. Er wurde am 17. Oktober 1960 von dem niederländischen Astronomenehepaar Cornelis Johannes van Houten und Ingrid van Houten-Groeneveld entdeckt. Die Entdeckung geschah im Rahmen des Palomar-Leiden-Surveys, bei dem von Tom Gehrels mit dem 120-cm-Oschin-Schmidt-Teleskop des Palomar-Observatoriums aufgenommene Feldplatten an der Universität Leiden durchmustert wurden.
Der mittlere Durchmesser des Asteroiden wurde mithilfe des Wide-Field Infrared Survey Explorers (WISE) mit 8,978 (±0,376) km berechnet, die Albedo mit 0,113 (±0,019).
Der Asteroid gehört zur Dora-Familie, einer Gruppe von Asteroiden, die nach (668) Dora benannt ist. Die zeitlosen (nichtoskulierenden) Bahnelemente von (9996) ANS sind fast identisch mit denjenigen von zwei kleineren Asteroiden: (35108) 1991 VZ7 und (159424) 1999 TD97.
Nach der SMASS-Klassifikation (Small Main-Belt Asteroid Spectroscopic Survey) wurde bei einer spektroskopischen Untersuchung von Gianluca Masi, Sergio Foglia und Richard P. Binzel bei einer Unterteilung aller untersuchten Asteroiden in C-, S- und V-Typen (9999) ANS den C-Asteroiden zugeordnet.
(9996) ANS wurde am 11. November 2000 nach dem Astronomische Nederlandse Satelliet (ANS) benannt. ANS war das erste große niederländische Raumfahrtprojekt, ein Weltraumteleskop für Ultraviolettastronomie und Röntgenastronomie. ANS wurde 1974 in eine Erdumlaufbahn gebracht wurde.